# Agnetendal
Agnetendal is een vrouwenklooster te Dommelen, dat bestond van 1442 tot 1716.
Het klooster werd gesticht vanuit het in 1430 ontstane klooster te Achel bij Gheen Beemden of Geenenbroek, dat Catharinadal heette. Dit was een klooster van de Reguliere Derde Orde der Franciscanessen. Ook in Peer ontstond een soortgelijk klooster, dat aan Sint-Agnes was gewijd.

## Oprichting en bloei
De Bergeijkse priester Dirk Bruynincx en de heer van Bergeijk, Willem de Bruheze, wilden in Dommelen, dat tot de heerlijkheid Bergeijk behoorde, ook een dergelijk convent. In 1442 had men geld bijeen waarvan een huis met boerderij, een schaapstal en een stuk grond op Het Laar te Dommelen werd gekocht. Hier trokken in 1443 enkele zusters uit Achel in, maar ze volgden strengere regels: aanvankelijk waren er zes slotzusters en zes buitenzusters. Men hield zich bezig met onderwijs en landbouw. De naam Agnetendal sloeg op de Heilige Agnes, de heilige met het schaapje, en tevens op de schapenteelt die er werd beoefend.
Rond 1475 traden twee dochters van de kunstschilder Dirk Bouts in, in het klooster. Het waren Catharina en Gertrudis.
In 1480 waren er 62 zusters, waarvan er twaalf vertrokken naar Den Dungen om daar het klooster Eikendonk te stichten.
Het klooster werd rijk begunstigd door geestelijke en wereldlijke overheden, waaronder Maria van Hongarije. Hierdoor bloeide het klooster op en er waren soms wel zeventig zusters. De zusters beoefenden de weldadigheid en dat was vaak nodig, vanwege de vele misoogsten en de oorlogstroebelen die de Meierij voortdurend teisterden. Hierdoor verarmde het klooster. De Reformatie en Tachtigjarige Oorlog brachten nieuwe zorgen. In 1575 eisten de Staatsen geld en graan en in 1577 vluchtten de zusters naar Bree, waar zij nog goederen bezaten. Het klooster werd tijdelijk door een pachter beheerd.

## Opheffing
In 1587 keerden de zusters terug en begonnen zij met het herstel, waartoe ze echter delen van hun bezit moesten verkopen om aan middelen te komen. Ze waren nu afhankelijk van giften geworden. Na het Beleg van 's-Hertogenbosch in 1629 kwam er weer oorlog, daar de Staatsen de Meierij opeisten. Naast plunderingen en brandstichtingen in de streek leidde het ook tot een verbod tot het houden van katholieke godsdienstoefeningen. Van 1641 tot 1648 had het klooster nog steun van de pastoor van Bree, maar na de Vrede van Münster moest ook hij zich schuil houden. In 1663 vertrokken 14 zusters naar Weert, waar een bloeiend klooster ontstond dat in 1674 zelfstandig werd. Dit was het Klooster Nazareth. De achtergebleven zusters kregen steun van naburige Minderbroeders.
In 1703 werd Dommelen door Staatse troepen verwoest, en ook het klooster werd daarbij beschadigd. In 1705 werd door de overheid aangezegd om het klooster te ontruimen. Het bezat toen 20 ha grond en een boerenbedrijf, met een schaapskudde en vijftien koeien. De zusters gingen in stilte verder met hun werk, waarbij ze opgenomen werden door particulieren. Zij namen zelfs enkele novicen aan, waarop de overheid in 1716 beval om binnen acht dagen te vertrekken. Na beroep kregen ze nog enkele maanden uitstel om de oogst binnen te halen, maar in 1717 ging moeder-overste Maria van de Eijnden met enkele zusters op zoek naar een nieuwe vestigingsplaats, die gevonden werd in Arendonk, waar Sint-Agnetendal opnieuw werd opgericht.

## Heden
In Dommelen bevindt zich nog een hoge kloostermuur, die in 1978 werd gerestaureerd.